# 喫茶 行動と人格
『喫茶 行動と人格』（きっさ こうどうとじんかく）は、田房永子による日本の漫画作品。コミックエッセイの総合サイト『竹書房コミックエッセイcafe』と『ebookJapan』内「エッセイささくれーる」レーベルにて、連載中。『竹書房コミックエッセイweb』が2024年12月20日に開設され、同サイトで連載されている。
「喫茶 行動と人格」という、ちょっと奇妙な名前の喫茶店の店内で起こった他客のイザコザ・「案件」について、あれやこれやと議論を繰り返される、不思議な空間に迷い込んだ会社員・尾形の日常が描かれている。

## 登場人物
尾形
普通の会社員

## 書誌情報
- 田房 永子（著）竹書房〈バンブーコミックス エッセイセレクション〉、既刊1巻（2024年4月25日）
  1. 2024年4月25日発売[5]、ISBN 978-4-8019-3966-0